# (37148) 2000 VF49
2000 VF49 (asteroide 37148) é um asteroide da cintura principal. Possui uma excentricidade de 0.21242150 e uma inclinação de 2.05899º.
Este asteroide foi descoberto no dia 2 de novembro de 2000 por LINEAR em Socorro.